# Johannes Häußler
Johannes Häußler (* 24. November 1879 in Arnegg; † 16. September 1949 in Neckarsulm) war ein deutscher Politiker, von 1913 bis 1941 und nochmals von 1945 bis 1949 Bürgermeister von Neckarsulm. Dort wurde er zum Ehrenbürger ernannt, außerdem tragen die Johannes-Häußler-Straße und die Johannes-Häußler-Schule seinen Namen.

## Leben
Häußler entstammte einer Arnegger Schultheißenfamilie. Er begann 1894 eine Lehrerausbildung, brach diese jedoch ab und wechselte in die Verwaltungslaufbahn. Er war zunächst Verwaltungsassistent in Steinbach bei Schwäbisch Hall und Gehilfe des Haller Bezirksnotars, trat 1904 in den Staatsdienst als Assistent im Oberamt Göppingen, ab 1906 als Oberamtssekretär in Ravensburg. Seit 1903 gehörte er der Zentrumspartei an.
1913 wurde er zum Schultheiß von Neckarsulm gewählt (ab 1930 war die Amtsbezeichnung Bürgermeister). 1917 zählte er dort mit Hermann Greiner zu den Begründern der Heimstättengenossenschaft. Nach Ende des Ersten Weltkriegs gelang es Häußler, die städtische Infrastruktur immens zu verbessern, u. a. durch den Bau der Kanalisation, der Einrichtung von Gas- und Wasserversorgung und den Bau der Karlsschule. Außerdem förderte er die örtliche Industrie durch die Schaffung eines zusammenhängenden Industriegebiets. Die Gewerbeförderung kam vor allem den in den 1920er Jahren in wirtschaftliche Schwierigkeiten geratenen NSU Motorenwerken zugute. 1923 wurde Häußler fast einstimmig wiedergewählt, 1928 wurde er in den NSU-Aufsichtsrat berufen. Er gehörte außerdem dem Aufsichtsrat der Heimstättensiedlung und der Weingärtnergenossenschaft an, war Geschäftsführer des Schwäbischen Siedlungsvereins, Kreisobmann des Landkreises Heilbronn, Vorstandsmitglied des Württembergischen Gemeindetags und wirkte in zahlreichen weiteren Gremien mit.
Zur Zeit des Nationalsozialismus blieb Häußler im Amt, da sich die zerstrittene örtliche NSDAP auf keinen anderen Kandidaten einigen konnte und man auf Häußlers Erfahrung auch nicht verzichten wollte. Gleichwohl verlor Häußler 1933 alle bisherigen Nebenämter und wurde auch im Kreistag und in der Bürgermeistervereinigung des Landkreises kaltgestellt. In ständiger Opposition zur NSDAP war Häußlers Amtszeit ab 1933 von laufenden Auseinandersetzungen mit der Partei geprägt. Es gelang ihm jedoch, die konfessionellen Kindergärten und das städtische Krankenhaus weitgehend frei von NS-Personal zu halten. Wegen eines angeborenen Herzfehlers ohnehin von schwacher Konstitution, führten die Belastungen seines Amtes zu einer immer labileren Gesundheit. 1938 bat er um Versetzung in den Ruhestand, der jedoch abgelehnt wurde. Erst als Häußler 1941 krankheitsbedingt in Lebensgefahr schwebte, gewährte man ihm den Eintritt in den Ruhestand. Der fortgeschrittene Zweite Weltkrieg hatte unterdessen zu Personalnotstand in der städtischen Verwaltung geführt, so dass Häußler ab 1942 wieder ehrenamtlich in der Finanzabteilung der Verwaltung tätig war.
Nach Kriegsende wurde Häußler von den Amerikanern wieder in sein Amt eingesetzt, dann jedoch für ein halbes Jahr des Amts enthoben, bevor er ab 1946 wieder als Bürgermeister amtierte. Während der Amtsenthebung wurde er von Hermann Greiner vertreten, der in der Bürgermeisterwahl 1948 als Gegenkandidat antrat, aber gegen Häußler unterlag. Seine letzte Amtszeit war vor allem geprägt von Wiederaufbauplanungen für die gegen Ende des Kriegs stark zerstörte Stadt Neckarsulm. Aus gesundheitlichen Gründen erklärte Häußler schon im Dezember 1948 seinen erneuten Rücktritt. Zur Verabschiedung wurde ihm im April 1949 die Ehrenbürgerwürde der Stadt Neckarsulm verliehen. Außerdem tragen dort heute die Johannes-Häußler-Straße und die Johannes-Häußler-Schule seinen Namen.